# Wałowyj
Wałowyj (ros. Валовый) – chutor w Rosji, w obwodzie rostowskim, w rejonie aksajskim. W 2010 liczył 115 mieszkańców.